# تجربة فيلادلفيا

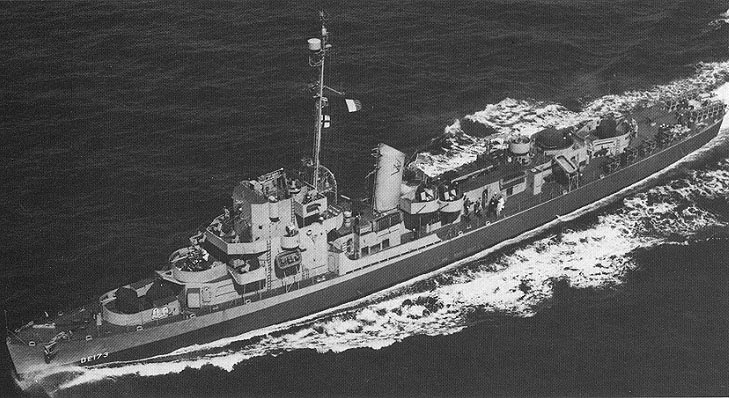

تجربة فيلادلفيا (تسمّى أحياناً مشروع قوس قزح)، هي تجربة زُعم أنّها أجريت من قبل البحريّة الأمريكيّة عام 1943م بغرض دراسة إمكانيّة إخفاء سفينة حربيّة عن أعين العدو، بطرق تدخل فيها المجال المغناطيسيّة إلى جانب مجال آخر مثل الجاذبية.
باختصَار يمكن القول أنّ التّجربة لم تنجح في تمويه المدمِّرة المقصودة، إلّا أنّ بعض النّشرات الصّحفيّة في ذلك الوقت أشارت إلى أنّ بحّارة السفينة عانوا كثيراً من تأثيرات التّجربة، وأمّا البحرية الأمريكية فقد أنكرت إجراء التّجربة أساساً. ظهرت لاحقاً العديد من الشّائعات حول هذا الموضوع، لكن في النهاية عُدّت هذه القصّة خدعة على نطاق واسع.

## دلائل النّقض
كشفت أبحاث أجريت حول التّجربة المزعومة عن الكثير من التّناقضات والتّضاربات، بالإضافة لعدم وجود أيّ دعم علميّ للظّاهرة الّتي سبق وصفها أو حتّى وجود أحداث مزعومة.

### الدّليل والبحث
العديد من المشاهدين جادلوا بأنّه من غير المنطقيّ الاعتماد على قصّة غير طبيعيّة رُوِّج لها من قبل فرد أو أفراد محدودين دون وجود دليل مقنع.
في مقال كتبه روبرت عورمان لـمجلّة فيت أو مجلّة القدر عام 1980م، أكّد أنّ كارلوس أليند/ألين كان في الحقيقة هو كارل ميرديث أمين من نيوكنغستون، بنسيلفانيا، والّذي كان له تاريخ حافل بالأمراض النّفسيّة، والّذي ربّما حاك قصّة للتّجربة كنتيجة لمرضه العقليّ، البعض الآخر قال إنّ ألين كان كثير المزاح، وإنّ تجربة فيلاديلفيا لم تكن سوى أحد ألاعيبه المُحكمة.
المؤرّخ مايك داش يرى بأنّ الكثير ممّن نشروا قصّة تجربة فيلاديلفيا بعد أن اتّضح أنّ جيسب لم يكن يملك أيّ أبحاث أو أنّها بعض من أبحاثه في أواخر السّبعينيات، على سبيل المثال، وصف أليند/ألين على أنّه شخصيّة محيّرة ويصعب تحديدها، لكن وبعد مكالمات قليلة فقط، تمكّن أورمان من التّحقّق من شخصية أليند/ألين.
يعتقد آخرون بأنّ الكثير من السّرد الأدبيّ يشرح بأسلوب دراميّ مزيّن بدلاً من بحثٍ وثيق الصّلة بالموضوع. بالرّغم من دور بيرليتز وموور الشّهير في قصّة (تجربة فيلاديلفيا: مشروع الاختفاء) احتوى العديد من المعلومات المفترض واقعيّتها مثل مقابلات مع بعض العلماء الّذين شاركوا في التّجربة، إلّا أنّ عملهما تعرّض للانتقاد كونهما اقتبسا عناصر القصّة من رواية Thin Air الخياليّة والّتي نشرت قبل ذلك بسنة، ووقع جدال إثر ذلك أضعف مصداقيّة القصّة ككلّ.

### صلات علميّة
لا توجد حتّى الآن أيّ نظريّة عامّة مكتملة التّطوير، ولا زالت موضوع أبحاث.
في كتاب بيل موور عن تجربة فيلاديلفيا يصرّح بأنّ آينشتاين أكمل ومن ثمّ دمّر نظريّة ذات صلة قبل موته.
قبل وفاته بوقت قليل أيضاً في 1943م، يفترض أن نيكولا تسلا صرّح عن إتمامه لبعض من نظرية الحقل الموحد، ولم يتمّ نشر ذلك مطلقاً.
في الوقت الّذي تمّ فيه تطوير نظريّات محدودة حديثا عن «عباءات التخفي» باستعمال ميتا مادة، إلا أنها نظريات لا تتعلق بالموجات الكهرومغناطيسية والجاذبية.

### تضاربات زمنيّة
لم يكن قد تمّ التّحقّق من إنجاز يو إس إس إلدريدج (بالإنجليزيّة USS Eldridge) حتّى 27 آب/أغسطس 1943م، وبقيت في ميناء نيويورك سيتي حتّى أيلول/سبتمبر 1943، آخذة أسطورة تجربة أكتوبر بينما كانت السّفينة في أوّل رحلة تجريبيّة لها في البهاما، بالرّغم من أنّ أنصار القصّة يدّعون بأنّه تمّ التّلاعب بسجلّات السّفينة.
أقرّ مكتب الأبحاث البحريّة (ONR) في أيلول/سبتمبر 1996 بأنّ: «ONR لم تجري أيّ تحقيقات حول التّخفّي الرّاداريّ، لا في 1943 ولا في أيّ وقت آخر».
تذكيراً بأنّ ONR لم تكن قد أُسِّسَت حتّى 1946، فقد صرّحت رسميّاً بأنّ روايات تجربة فيلاديلفيا هي ضرب من «الخيال العلميّ» كلّيّاً.
في نصّ موحّد لمحاربين قدماء خدموا في سفينة يو إس إس إلدريدج، أخبروا مجلّة فيلاديلفيا في 1999م بأنّ سفينتهم لم ترسُ أصلاً في فيلاديلفيا.
دليل أبعد يفقد رواية تجربة فيلاديلفيا على الخطّ الزّمنيّ يأتي من تقرير كامل على رقاقة فيلم من يو إس إس إلدريدج عن أفعال الحرب العالميّة الثّانية، متضمّناً قسم الملاحظات عن سجل رسو السّفينة عام 1943.